# Entropia

Gelo derretendo: um exemplo clássico de aumento de entropia

A entropia (do grego εντροπία, entropía), unidade [J/K] (joules por kelvin), é uma grandeza termodinâmica que mede o grau de liberdade molecular de um sistema, e está associado ao seu número de configurações (ou microestados), ou seja, de quantas maneiras as partículas (átomos, íons ou moléculas) podem se distribuir em níveis energéticos quantizados, incluindo translacionais, vibracionais, rotacionais, e eletrônicos. Entropia também é geralmente associada a aleatoriedade, dispersão de matéria e energia, e "desordem" (não em senso comum) de um sistema termodinâmico. A entropia é a entidade física que rege a segunda lei da termodinâmica, a qual estabelece que a ela deve aumentar para processos espontâneos e em sistemas isolados. Para sistemas abertos, deve-se estabelecer que a entropia do universo (sistema e suas vizinhanças) deve aumentar devido ao processo espontâneo até o meio formado por sistema + vizinhanças atingir um valor máximo no estado de equilíbrio. Nesse ponto, é importante ressaltar que vizinhanças se entende como a parte do resto do universo capaz de interagir com o sistema, através de, por exemplo, trocas de calor.
A segunda lei da termodinâmica foi primeiramente relacionada historicamente com processos cíclicos que convertiam calor em trabalho. Percebeu-se que energia térmica (calor) não poderia ser completamente convertida em trabalho em máquinas térmicas de motor perpétuo, sempre havendo a necessidade de perda de uma quantidade mínima de calor para um reservatório frio para que o sistema voltasse ao estado original. Dessa maneira, a variação de entropia de um processo está relacionada com a parcela de energia que não pode ser transformada em trabalho em transformações termodinâmicas a dada temperatura. Por esse fato, a mensuração da variação de entropia está diretamente relacionada a processos reversíveis, uma vez que processos no equilíbrio (ou mais próximos possíveis às condições de equilíbrio) estão associados com a máxima energia que um sistema pode perder para as vizinhanças na forma de trabalho (chamado de trabalho máximo ou trabalho útil). Portanto a energia "não disponível" é o mínimo valor que não pode ser descartado na forma de calor reversível  em um processo que ocorre espontaneamente.  Em outras palavras, a variação de entropia mede o grau de irreversibilidade de um processo.
A parcela máxima de energia interna de um sistema pode mais ser convertida em trabalho em um dado processo pode ser determinada pelo produto da variação de energia interna do processo subtraído do produto da variação entropia S pela temperatura absoluta T do sistema no respectivo estado (desde que a temperatura constante). Essa parcela máxima de energia é conhecida como variação de energia livre de Helmholtz (ΔA). Dessa maneira, define-se a energia livre de Helmholtz  como {\displaystyle A=U-TS} . Esse valor, assim como a entropia, é uma função de estado do sistema, e por tal dá origem a um potencial termodinâmico: a energia livre de Helmholtz do sistema em consideração. Esse valor prevê espontaneidade a processos que ocorrem a temperatura e volume contante, e deve diminuir para processos espontâneos, correspondendo, portanto, ao trabalho máximo. Para processos que ocorrem a pressão e temperatura constante, pode-se usar, analogamente, a energia livre de Gibbs, sendo útil particularmente para prever espontaneidade para reações químicas e mudanças de fase.
A entropia não é uma grandeza que busca mensurar a energia ou a matéria totais encerradas pelas fronteiras do sistema termodinâmico, mas sim como esta matéria e esta energia encontram-se armazenadas e distribuídas no sistema definido por tais fronteiras. Assim, embora uma grandeza bem distinta das grandezas massa, energia interna e quantidade de matéria, a entropia de um sistema encontra-se certamente relacionada às grandezas citadas, sendo, da mesma forma que as anteriores, uma propriedade do sistema. A fim de definir-se um sistema simples especificam-se a energia interna U, a massa m - especificamente a quantidade de matéria N e a natureza das partículas que integram o sistema - e o seu volume V, e ao fazê-lo determina-se também, de forma automática, o valor da entropia S do sistema - uma grandeza escalar - no estado final a ser atingido uma vez dado tempo suficiente para que todos os processos necessários aconteçam. Assim a entropia S nos estados de equilíbrio termodinâmico é uma função das grandezas antes citadas: {\displaystyle S=S_{(U,V,N)}}.
Assim, segundo a Segunda Lei da Termodinâmica, processos que levam o sistema do estado inicial, logo após  ter sido isolado, até o estado de final (o estado de equilíbrio termodinâmico ) ocorrem sempre de forma a provocarem aumentos ou, no limite, a manutenção, do valor da entropia do sistema. Não ocorrem processos que impliquem a diminuição da entropia total de um sistema isolado. A entropia é, pois, uma função de estado que obedece a um princípio de maximização, o "princípio da máxima entropia": a entropia em um estado de equilíbrio termodinâmico - satisfeitas as restrições impostas ao sistema - é sempre a máxima possível. Portanto, sistemas fora do equilíbrio tendem a caminhar irreversivelmente para o estado de equilíbrio, e o aumento de entropia indicará o sentido espontâneo do processo.
A entropia é uma função de estado cujo valor sempre cresce durante processos naturais em sistemas isolados; e quando escrita em função das grandezas extensivas energia interna U, volume V e número de elementos N - no caso dos sistemas termodinâmicos mais simples - a entropia {\displaystyle S=S_{(U,V,N)}} é, assim como as respectivas Transformadas de Legendre, uma equação fundamental para o sistema termodinâmico em questão. É, então, possível, a partir desta e de todo o formalismo termodinâmico, obter-se qualquer informação física relevante para o sistema em estudo.
Se expressa em função de uma ou mais grandezas que não as citadas — cônjuges a si — a expressão para a entropia S reduz-se a uma mera equação de estado. As equações de estado, embora relacionem valores de grandezas termodinâmicas nos estados de equilíbrio, não retêm em si, individualmente, todas as informações acerca do sistema. É necessário o conhecimento de todas as equações de estado para recuperar-se a completeza acerca das informações, para a partir delas se estabelecer uma equação fundamental, e via transformada de Legendre se estabelecer qualquer das demais equações fundamentais.

## Conceitos científicos de "desordem"
A associação vaga de entropia com "desordem" ao considerar-se o sentido em senso comum desta palavra leva muitas vezes a uma compreensão errônea da definição de entropia e também a usos completamente inadequados da segunda lei da termodinâmica, e assim, vale estabelecer-se aqui pelo menos um conceito aceitável para o termo "desordem" que seja adequado ao meio científico.
Segundo a física estatística a desordem de um sistema pode ser associada - não diretamente mas mediante uma função logaritmo - ao número de microestados acessíveis ao sistema uma vez satisfeitas as restrições impostas a ele. Restrições práticas comuns em sistemas termodinâmicos ligam-se geralmente ao valor da energia interna U e ao volume V disponíveis ao sistema, e aumentar a desordem de um sistema significa aumentar o número de microestados (de configurações) acessíveis às partículas deste sistema.

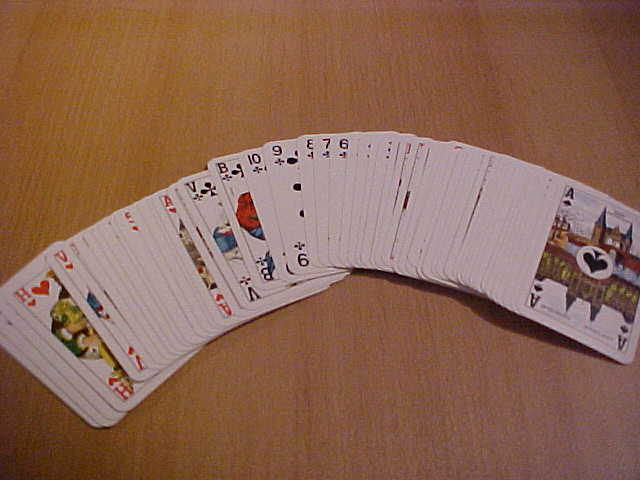
A entropia mensura a quantidade de estados disponíveis uma vez satisfeitas as restrições impostas ao sistema. A entropia de um baralho, imposto a condição de que todas as suas cartas estejam ordenadas, visto que há apenas um estado que satisfaz a tal restrição, é nula, pois ln 1 = 0.

Um exemplo elucidador mas não exatamente análogo seria o que se obtém quando considera-se um baralho. Imposta a restrição de que todas as suas 54 cartas estejam em uma dada ordem pré-estabelecida, há apenas uma possibilidade de sequência para as cartas, ou seja, há apenas um microestado acessível a este sistema. Sua entropia seria, portanto, zero (pois ln 1 = 0). O número de microestados sobe para 54 se permitir-se que apenas uma dada carta esteja fora da ordem, e é significativamente maior se considerada a restrição de que apenas a primeira carta na sequência seja um ás. Se a restrição for relaxada ainda mais, impondo-se apenas que as cartas sejam as cartas de um único baralho completo (restrição antes também subentendida) o sistema terá o maior número de configurações possíveis, a maior desordem possível, e portanto a maior entropia possível. Aumentar a desordem, ou seja, a entropia de um sistema termodinâmico significa, de forma similar, dar-lhe condições para que haja um maior número de microestados acessíveis às partículas que o compõem.
A comparação com o baralho não é direta pois em sistemas termodinâmicos há de se considerar a indistinguibilidade das partículas (o que não ocorre com as cartas) e o que vem a ser um microestado, ou seja, uma configuração do sistema, entre outros pormenores, mas de forma geral, assim como ocorre para o baralho, a remoção de restrições impostas ao sistema em equilíbrio leva a um aumento na sua entropia. Importante também é observar que um aumento da energia interna U mantidas as restrições espaciais leva a um aumento de microestados acessíveis às partículas do sistema pois estas têm, agora, mais energia, e portanto a um aumento na entropia deste. A entropia cresce com a energia interna U de forma monótona para sistemas estáveis, o que significa dizer, em acordo com a definição de temperaturaabsoluta, que, para sistemas em equilíbrio, a temperatura absoluta nunca pode ser negativa.
Há em verdade várias interpretações cientificamente corretas para o termo "desordem", e citar-se-á também uma oriunda da termodinâmica e diretamente associada à segunda lei da termodinâmica e ao estudo da máquina térmica e das transformações de energia (calor e trabalho) nestas máquinas. A segunda lei obriga que uma máquina térmica (ou um refrigerador) tenha necessariamente uma fonte quente e uma fonte fria. Um aumento da entropia representa, em tais sistemas, uma medida da energia que, oriunda da fonte quente, poderia ter sido aproveitada na forma de trabalho, mas, não o sendo, foi simplesmente "desperdiçada" como calor na fonte fria, tornado-se doravante indisponível para produzir o citado trabalho. A associação com desordem provém da observação de que trabalho em física envolve necessariamente variação de volume de uma parte do sistema, ou seja, o movimento direcionado de uma fronteira restritiva interna ao sistema isolado (a fronteira comum entre dois de seus subsistemas), e por conseguinte movimento direcionado, ordenado, de todas as partículas do subsistema delimitado por esta fronteira em movimento. Trabalho tem assim a ver com transferência de energia cinética (energia térmica), mas as partículas responsáveis por esta transferência movem-se de forma ordenada, direcionada, "acompanhando" a fronteira em movimento. Já a energia térmica trocada na forma de calor implica também variação da energia de movimento das partículas dos subsistemas, mas estas partículas agora movem-se de forma completamente desordenadas durante esta troca. O calor, oposto ao trabalho, implica a "propagação" de energia térmica mediante movimentos aleatórios - transferência de energia térmica (cinética) em forma não espacialmente direcionada -, feito de forma que a fronteira do sistema efetivamente não se move (o calor "passa" pela fronteira). Assim, o aumento de entropia, e portanto da desordem, de um sistema significa transformar parte do "movimento ordenado" das partículas de um sistema — que poderia ser usado para fazer trabalho — em movimento "desordenado", não associado a trabalho. O calor é a forma mais evidente de se fazer a entropia do sistema variar, ao passo que a troca de energia mediante trabalho por si só não implica variação da entropia, conforme visto.
Aumentar a desordem significa, assim, desperdiçar energia que poderia em princípio ser aproveitada como trabalho e, não o sendo, foi simplesmente entregue na forma de calor à fonte fria do sistema. Uma vez entregue à fonte fria, a energia atrelada ao aumento de entropia não pode mais, em contexto global, ser convertida em trabalho.

## Transformações

### Transformações reversíveis

A entropia é um conceito essencial ao estudo das máquinas térmicas.

A ideia de entropia, uma grandeza física que encontra sua definição dentro da área da termodinâmica, surgiu no seguimento de uma função criada por Clausius a partir de um processo cíclico reversível. Sendo Q o calor trocado entre o sistema e sua vizinhança, e T a temperatura absoluta do sistema, em todo processo reversível a integral de curva de {\displaystyle {\frac {\delta Q}{T}}} só depende dos estados inicial e final, sendo independente do caminho seguido. Portanto deve existir uma função de estado do sistema, S = f (P, V, T), chamada de entropia, cuja variação em um processo reversível entre os estados inicial e final é:
{\displaystyle \Delta S=S_{2}-S_{1}=\int _{1}^{2}{\frac {\delta Q}{T}}}, sendo Q reversível
A entropia física, em sua forma clássica é dada por:
{\displaystyle dS={\frac {\delta Q}{T}}}, desde que o calor seja trocado de forma reversível
ou, quando o processo é isotérmico:
{\displaystyle S_{2}-S_{1}={\begin{matrix}{\cfrac {Q_{1\to 2}}{T}}\end{matrix}}}
onde S é a entropia, {\displaystyle Q_{1\to 2}} a quantidade de calor trocado e T a temperatura em Kelvin.
O significado desta equação pode ser descrito, em linguagem corrente, da seguinte forma:
Em processos reversíveis como o descrito, quando um sistema termodinâmico passa do estado 1 ao estado 2, a variação em sua entropia é igual à variação da quantidade de calor trocada (de forma reversível) dividido pela temperatura.

### Processos de não equilíbrio
Em processos mais complexos, o que inclui os processos irreversíveis e de não equilíbrio como a expansão livre, entropia pode e sempre é produzida dentro do próprio sistema, e a variação total na entropia destes sistemas é igual à soma de dois termos: a entropia produzida e a entropia trocada com a vizinhança. A entropia trocada equivale, em processos quase estáticos, conforme descrito, à integral de dQ/T, sendo sempre nula quando a transformação é adiabática. O uso desta expressão ao casos de processos de não equilíbrio é contudo inadequado, ou, no mínimo, requer muita cautela, visto que a própria definição de temperatura fica comprometida. Já a entropia produzida vale zero apenas quando o processo é reversível, sendo sempre positiva em transformações irreversíveis.
Observa-se que em todas os processos a entropia total do sistema mais vizinhança ou aumenta (processos irreversíveis), ou fica constante (transformações reversíveis). Na prática, apesar de existirem processos que muito se aproximam dos reversíveis, toda transformação leva a um aumento na entropia total do sistema mais vizinhança, e este princípio permite definir a Segunda Lei da Termodinâmica, cuja implicação direta consiste no fato de que um processo tende a dar-se de forma espontânea em único sentido, aquele que leve ao aumento da entropia total (do sistema mais vizinhança). Por esses motivos, a entropia também é chamada de flecha do tempo.
Como não é possível determinar-se o aumento da entropia partindo-se diretamente de considerações sobre os sistemas que estão em processos de não equilíbrio - irreversíveis - justamente por estes estarem fora do equilíbrio, para determinar-se a variação de entropia total sofrida por um sistema ao longo de um processo de não equilíbrio determina-se a diferença entre as entropias inicial e final associadas aos respectivos estados de equilíbrio inicial e final. Tal consideração leva em conta o fato de a entropia ser uma função de estado, e por tal sua variação não depende de como o sistema saiu de um estado e chegou ao outro, e sim apenas dos estados inicial e final envolvidos.
A unidade de entropia no SI é designada por J/K'.

## Definição termodinâmica
No início da década de 1850, Rudolf Clausius descreveu o conceito de energia desperdiçada em termos de diferenciais.
Em 1876, o físico, químico e matemático Willard Gibbs chegou à conclusão de que o conceito de energia disponível ΔG em um sistema termodinâmico é matematicamente obtido através da subtração entre a energia perdida TΔS e a variação da energia total do sistema ΔH.
Estes conceitos foram desenvolvidos posteriormente por James Clerk Maxwell 1871 e Max Planck 1903.
Nos dias de hoje a entropia é postulada conforme se segue:

- "Existe uma função (denominada entropia S) dos parâmetros extensivos de um sistema definida para todos os estados de equilíbrio termodinâmico deste sistema e com a seguinte propriedade: dentre todos os estados de equilíbrio possíveis que satisfazem as restrições físicas impostas ao sistema o estado de equilíbrio assumido pelo sistema será aquele para o qual os valores dos parâmetros extensivos neste estado levem à maximização do valor de sua entropia S. Em um sistema sem restrições internas a entropia é a maior possível."
A exemplo, na parte superior da figura ao lado tem-se um sistema com uma fronteira adiabática e uma restrição interna. O estado de equilíbrio termodinâmico de um sistema, satisfeitas as restrições internas, corresponde ao estado onde a entropia é a máxima possível. Na parte inferior a restrição é removida. O sistema passa por transformações e, após certo tempo atinge um novo estado de equilíbrio termodinâmico. Nestas transformações a entropia do sistema geralmente aumenta, o que ocorre para expansão livre mostrada, ou em casos outrem específicos - quando todos os processos se fazem de forma reversível - não se altera. A entropia de um sistema isolado nunca diminui.

A entropia de um sistema aumenta mediante a remoção de restrições internas.

Assim, o estado de equilíbrio realmente assumido por um sistema termodinâmico é, satisfeitas as restrições físicas impostas, o estado de maior entropia possível, e a remoção de uma restrição leva geralmente a um aumento da entropia do sistema composto, ou, em caso específicos (transformações reversíveis), à manutenção de seu valor, mas nunca a uma diminuição da mesma.
Há três outros postulados que, em termodinâmica, mostram-se diretamente associados à definição de entropia, sendo eles:
- "A entropia de um sistema composto é aditiva sobre os subsistemas que o constituem. A entropia é contínua e diferenciável e é uma função monótona crescente da energia interna U."
- "A entropia de um sistema é nula para um estado onde a temperatura absoluta T também o seja."
- "Existe um estado particular - chamado estado de equilíbrio - de um sistema que, macroscopicamente, é completamente caracterizado pela energia interna U, pelo volume V, e pela quantidade de matéria N1, N2,N3 de seus constituintes químicos.".
A entropia S quando expressa em função do volume V do sistema, da quantidade de partículas N do sistema e da energia interna U do sistema, S(U,N,V), é uma Equação Termodinâmica Fundamental para um sistema termodinâmico simples, e pode, mediante a Transformada de Legendre, ser transformada em outras equações fundamentais como a equação da Entalpia H(S,P,N), Energia de Helmholtz F(T,V,N), Energia livre de Gibbs G(T,P,N) ou o Grande Potencial Canônico U(T,P,m).
Em sistemas termodinâmicos mais complexos, a exemplo em sistemas magnéticos, outras variáveis podem vir a figurar na equação entrópica fundamental e nas outras equações fundamentais, entretanto os conceitos de equação fundamental e transformada de Legendre permanecem os mesmos.
As equações fundamentais diferem das equações de estado basicamente no fato de que a partir de uma equação fundamental pode-se obter, com o uso do formalismo termodinâmico, qualquer informação a respeito do sistema termodinâmico por ela descrito, inclusive as equações de estado para este sistema, ao passo que o mesmo não pode ser feito a partir de uma equação de estado, que não retém em si todas as informações necessárias a respeito do sistema. É necessário um conjunto de equações de estado para a descrição completa de um sistema termodinâmico (do qual poderia obter-se, então, as equações fundamentais).

## Primeira Lei da Termodinâmica
A primeira lei da termodinâmica é a lei de conservação de energia aplicada aos processos térmicos. Nela observamos a equivalência entre trabalho e calor. Este princípio pode ser enunciado a partir do conceito de energia interna. Esta pode ser entendida como a energia associada aos átomos e moléculas em seus movimentos e interações internas ao sistema.
Num sistema isolado a energia total permanece constante.

## Segunda Lei da Termodinâmica
A Segunda Lei da Termodinâmica, uma importante lei física, determina que a entropia total de um sistema termodinâmico isolado tende a aumentar com o tempo, aproximando-se de um valor máximo à medida que restrições internas ao sistema são removidas. O estado de equilíbrio termodinâmico de um sistema isolado corresponde ao estado onde, satisfeitas as restrições internas, a entropia é máxima. Duas importantes consequências disso são que o calor não pode passar naturalmente de um corpo frio a um corpo quente, e que um Moto perpétuo, ou seja, um motor que produza trabalho infinitamente (ou seja, em processos cíclicos) a partir de uma fonte quente seja impossível. Isso acarreta que nenhuma máquina térmica tenha rendimento de 100%, pois sempre é necessário um desperdício irreversível de calor para uma fonte fria para o sistema voltar ao estado original e, assim, continue a produzir trabalho a partir do recebimento de calor da fonte quente.

## Interpretação estatística
Em 1877, Ludwig Boltzmann visualizou um método probabilístico para medir a entropia de um determinado número de partículas de um gás ideal, na qual ele definiu entropia como proporcional ao logaritmo neperiano do número de microestados que um gás pode ocupar:
{\displaystyle S=k\cdot \ln \Omega }
Onde S é a entropia, k é a constante de Boltzmann e Ω é o número de microestados possíveis para o sistema.
O trabalho de Boltzmann consistiu em encontrar uma forma de obter a equação entrópica fundamental S a partir de um tratamento matemático-probabilístico facilmente aplicável aos sistemas em questão. Ao fazê-lo, conectou o todo poderoso formalismo termodinâmico associado à equação fundamental a um método de tratamento probabilístico simples que exige apenas considerações físicas primárias sobre o sistema em análise, obtendo, a partir de considerações básicas, todo o comportamento termodinâmico do sistema.
A equação de Boltzman mostra-se muito importante para o estudo termodinâmico de tais sistemas, e reconhecida como tal pelo próprio autor, encontra-se gravada em sua lápide.

## Força associada à entropia
Qual é a origem da força entrópica? A resposta mais geral é que um sistema sempre quer retornar ao seu estado de máxima entropia, isso explica porque as moléculas tendem a resistir sair do seu estado de desordem.
Em física, uma força entrópica atuando em um sistema é uma força resultante da tendência termodinâmica de todo o sistema para aumentar sua entropia. A abordagem entrópica para o movimento browniano foi inicialmente proposta por RM Neumann, Neumann associou a força entrópica de uma partícula em movimento browniano tridimensional usando a equação de Boltzmann e denotou esta força como uma força motriz.

### Formulação matemática
A dedução dessa fórmula parte da primeira lei da termodinâmica e da definição de trabalho, considerando dilatações pequenas podemos escrever a primeira lei na forma:
{\displaystyle dE=TdS+Fdx}
No entanto, se a dilatação total objeto (dE) for pequena e a considerarmos igual à zero, obtemos a expressão para a força exercida pelo elástico:
{\displaystyle F=-TdS/dx}

### Polímeros

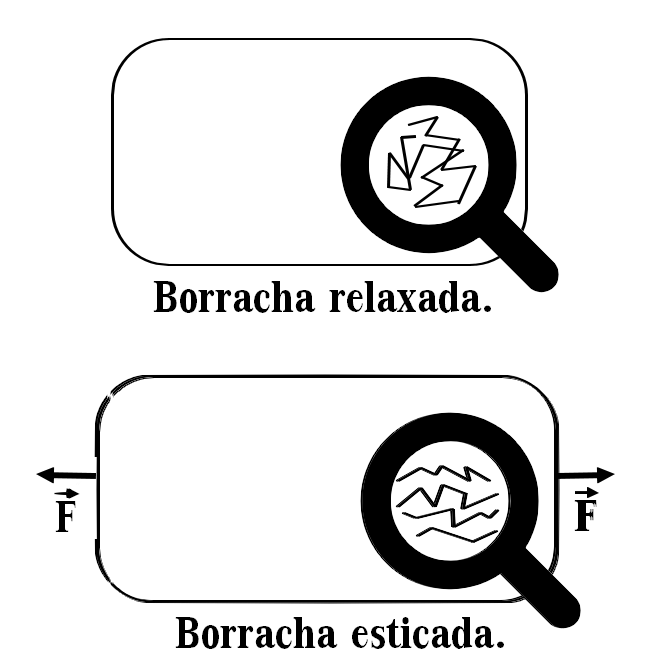
Pedaço de elástico relaxado e distendido, mostrando a cadeia polimérica do material.

Podemos sentir o efeito da entropia ao esticarmos um elástico, por exemplo. A borracha é formada por longas cadeias de polímeros com ligações cruzadas – que lembram ziguezagues. Quando o elástico está relaxado essas cadeias estão parcialmente enroladas e ordenadas aleatoriamente, devido a esse alto grau de desordem das moléculas o estado possui um valor de entropia também alto. Ao esticarmos o elástico desenrolamos essas moléculas e as alinhamos, como o alinhamento diminui a desordem isso significa dizer que a derivada {\displaystyle dS/dx} se torna negativa e consequentemente a força exercida pelos polímeros se torna positiva. Essa força se deve a tendência das moléculas de voltar ao estado menos ordenado (com uma maior entropia).

### Força hidrofóbica
Outro exemplo de força entrópica são as interações hidrofóbicas. Elas ocorrem em função do aumento da entropia (∆S) do sistema proveniente da liberação das moléculas de água, quando dois átomos apolares interagem. As interações hidrofóbicas possuem papel importante na estabilização de complexos entre ligantes e receptores, como acontece nas proteínas (macromoléculas formada pela união de uma sequência de aminoácidos), onde as cadeias hidrofílicas ficam no exterior e as cadeias hidrofóbicas ficam no interior da proteína, dando conformação a macromolécula, como um envelopamento da molécula.

### Gravidade
A gravidade tem sido considerada pela física moderna uma força entrópica. Erik Verlinde alegou que a gravidade é uma consequência da "informação associada com as posições dos corpos materiais". Isso implica que a gravidade não é uma força fundamental , mas um fenômeno emergente.

## Entropia genética
Os seres vivos em sua evolução assumida historicamente, foram entendidos como contrariando a lei da entropia física por se evoluírem e se manterem, pelo menos até o envelhecimento,  ordenados em meio ao caos , graças a  maquinarias moleculares capazes de enfrentar a tendência a desordem. Contudo cientistas como Basener, John C. Sanford observaram que a nível populacional nas descendências está ocorrendo um acúmulo contínuo e sutil de desordens (mutações deletérias) e alguns autores ao medirem quantas mutações positivas ocorriam para as deletérias, chegaram a números alarmantes como 1 positiva para cada milhão de mutações (maioria negativas),  "pode-se inferir que a proporção de mutações que são benéficas é cerca de um em um milhão" explicando assim uma queda percentual na saúde em 11% na inteligência humana.

## Superfícies isentrópicas
Superfícies isentrópicas são superfícies formadas por todos os pontos que apresentem, em um diagrama de estados — onde os eixos coordenados estão associados às grandezas termodinâmicas como pressão, volume e temperatura (etc.), e cada ponto representa um possível estado de equilíbrio termodinâmico do sistema —, o mesmo valor para a entropia S.
Transformações sofridas pelo sistema são expressas como linhas unindo uma sequência de pontos no diagrama de estados, ou como "saltos" entre estes pontos.
Para um sistema isolado que sofra apenas transformações reversíveis, as linhas que representam as mudanças de estado estão restritas à superfície isentrópica à qual pertence o estado inicial. O sistema pode ser levado de um estado inicial a qualquer outro estado representado por ponto sobre a mesma isentópica sem comprometer a possibilidade de retorno ao estado inicial, feita também sobre a mesma superfície isentrópica.
Transformações irreversíveis em sistemas isolados (como a expansão livre) conectam pontos em isentrópicas distintas. Uma vez descrito por ponto em outra isentrópica (de valor S maior), o sistema isolado jamais poderá retornar ao estado inicial, ficando todos os estados associados à isentrópica anterior inacessíveis ao sistema isolado, que agora pode assumir apenas configurações descritas por pontos na sua nova isentrópica, ou em isentrópicas superiores (com maiores valores de S).
O retorno do sistema a isentrópicas com menores valores de S só é possível mediante a troca de calor e de entropia com a vizinhança, e assim, neste caso, o sistema não poderá mais estar adiabaticamente isolado. Tem-se então, em acordo com a Segunda Lei da Termodinâmica, uma redução na entropia do sistema às custas de um aumento na entropia global do conjunto sistema mais vizinhança.
Escoamentos isentrópicos são uma boa aproximação para os escoamentos atmosféricos reais em escala sinótica, nas regiões sem precipitação (por exemplo, nos escoamentos anticiclônicos, anti-horários no Hemisfério Sul e horários no Hemisfério Norte) e em equilíbrio radiativo (o ganho é igual à perda da densidade de fluxo radiativo).